# Miya Cech

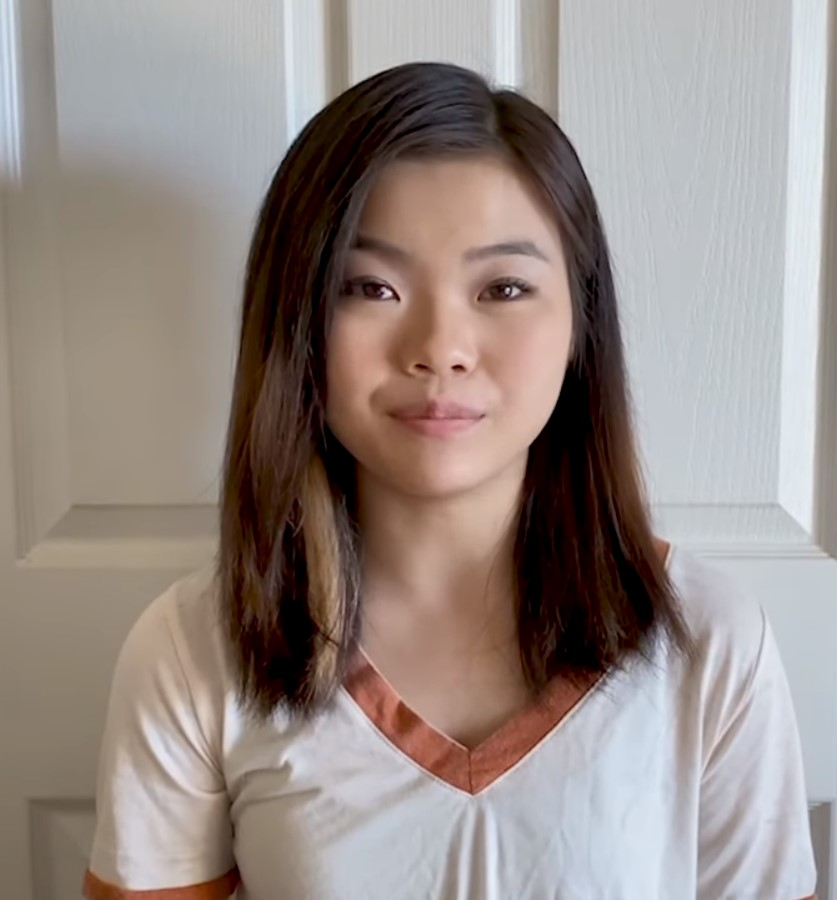
Miya Cech

Miya Cech (* 4. März 2007 in Tokio) ist eine US-amerikanische Filmschauspielerin, die als Kinderdarstellerin aktiv war.

## Leben und Karriere
Miya Cech wurde in Tokio geboren und kam mit fünf Wochen als Adoptivkind in die Vereinigten Staaten. Mit acht Jahren hatte sie ihre ersten Rollen als Kinderdarstellerin. Mit The Darkest Minds – Die Überlebenden gab sie 2018 als kindliche „Zu“ ihr Filmdebüt. 2019 folgte der Science-Fiction-Film Rim of the World, wo sie „ZhenZhen“ verkörperte. Ab 2020 spielte sie in der Serie Die Astronauten. 2021 spielte sie die Hauptrolle der jugendlichen Straftäterin „Sammy“ in Marvelous and the Black Hole.

## Filmografie (Auswahl)
- 2016: American Horror Story (Fernsehserie, 2 Folgen)
- 2018: The Darkest Minds – Die Überlebenden (The Darkest Minds)
- 2019: Rim of the World
- 2019: Always Be My Maybe
- 2020–2021: Die Astronauten (The Astronauts, Fernsehserie, 10 Folgen)
- 2021: Marvelous and the Black Hole
- 2022: Surfside Girls (Fernsehserie, 9 Folgen)
- 2023: Du bist sowas von nicht zu meiner Bat-Mizwa eingeladen (You Are So Not Invited To My Bat Mitzvah)